# Athanasy
Athanasy — відеогра у жанрі візуального роману, розроблена ігровою студією Wirion та випущена видавцем 7DOTS.

## Сюжет
Він не має назви. Місцеві кличуть його просто — Місто. Тут не цвітуть лілії та не світить сонце. Тут не дме свіжий вітерець і не чути співів птахів.
У підземному лабіринті тісних вулиць починає свій шлях Джосайя Кавіані — молодий математик та статистик. Він талановитий і розумний, однак у нього є страшний ворог — нестерпна самотність.
Але вже скоро Джосайє чекає зустріч, яка переверне все його життя і змусить вийти зі своєї шкаралупи. Зустріч з кимось або, можливо, чимось, що приховано в таких глибинах, куди не дотягується навіть жахливе Місто. Щось настільки таємне, що саме знання про нього може бути смертельним. Щось… жахливе.

## Особливості
- Пророблений всесвіт, якого ви ще не зустрічали.
- Похмурий та страшний науково-фантастичний сюжет, заснований на реальних дослідженнях.
- Дорослі та складні персонажі зі своїми мотивами, прагненнями та скелетами у шафі.
- Безліч неоднозначних і важких виборів, кожен із яких може бути останнім.
- Повний спектр кінцівок гри — від поганої до просто жахливої.
- Атмосферний саундтрек спеціально написаний для гри. Ця музика звучить у крові.
- Окрема галерея артів, де гравець може оцінити свій прогрес проходження.
- Деякі задуми сценариста не пройшли цензуру як надто похмурі та жорстокі.